# Бейрес
Бейрес (на испански: Beires) е населено място и община в Испания. Намира се в провинция Алмерия, в състава на автономната област Андалусия. Общината влиза в състава на района (комарка) Алпухара Алмериенсе. Заема площ от 39 km². Населението му е 121 души (по данни от 2010 г.). Разстоянието до административния център на провинцията е 55 km.

## Демография
| 1996 | 1998 | 1999 | 2000 | 2001 | 2002 | 2003 | 2004 | 2005 | 2006 |
| ---- | ---- | ---- | ---- | ---- | ---- | ---- | ---- | ---- | ---- |
| 133  | 141  | 144  | 142  | 138  | 135  | 121  | 121  | 126  |      |